# Clephydroneura oldroydi
Clephydroneura oldroydi là một loài ruồi trong họ Asilidae. Clephydroneura oldroydi được Joseph & Parui miêu tả năm 1997. Loài này phân bố ở miền Ấn Độ - Mã Lai.